# Joelhada

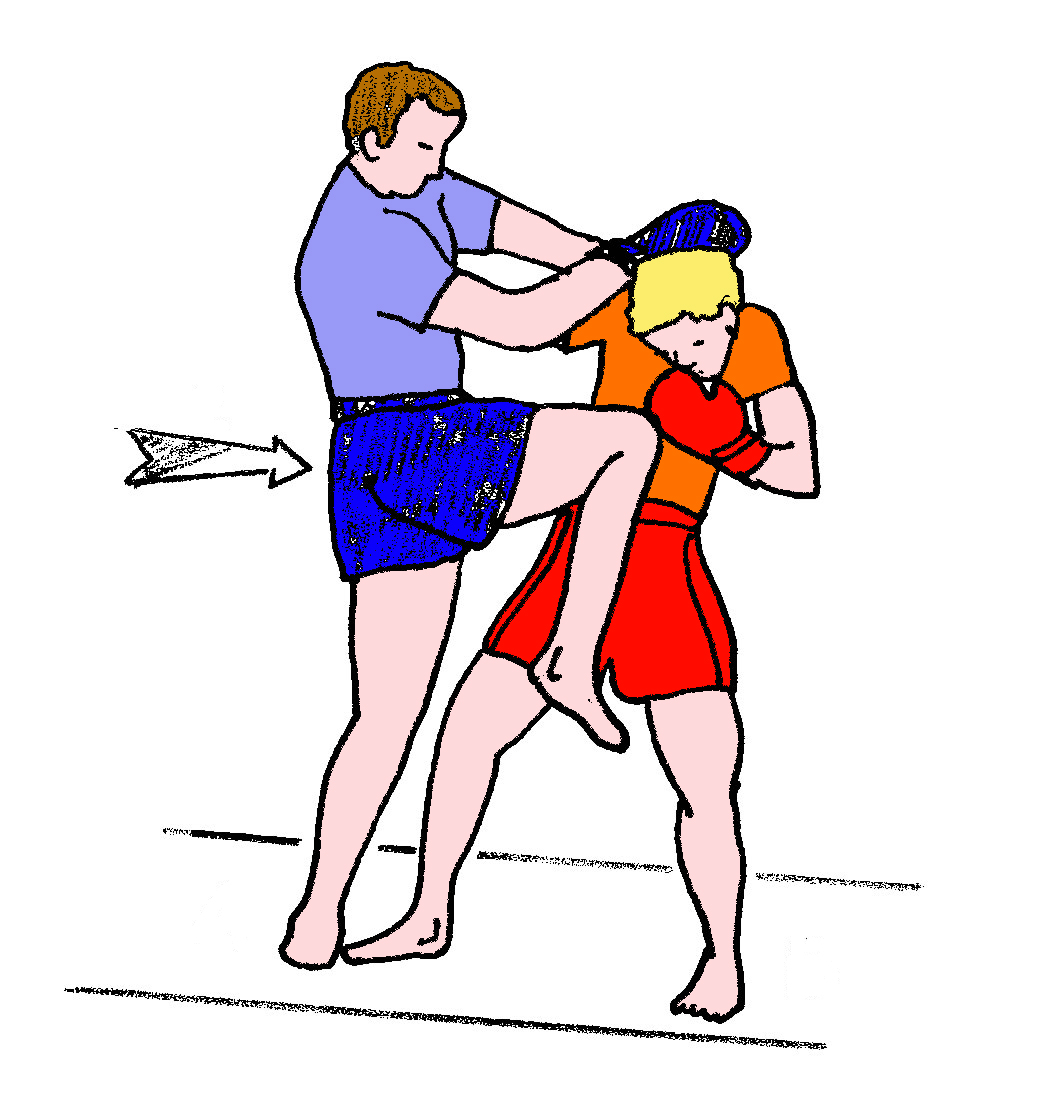
Joelhada frontal ao tronco

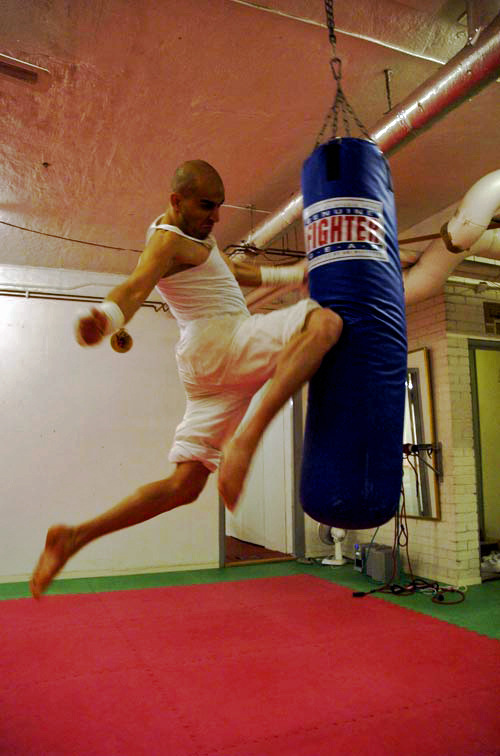
Khan Umar efectuando uma joelhada frontal em salto no saco de treino.

A joelhada refere-se a um golpe desferido com o joelho, com a patela ou com a área circundante. A joelhada é um prática impedida em inúmeros desportos de combate, especialmente quando dirigidos à cabeça de um oponente no chão. Organizações de estilos de luta como o muay thai e várias artes marciais mistas permitam o uso de joelhadas dependendo do posicionamento dos lutadores.

## Tipos de joelhadas
Várias tipos de joelhadas foram desenvolvidas de estudadas, as mais utilizadas nas várias artes marciais são as seguintes:
- Joelhada frontal
- Joelhada lateral
- Joelhada circular
- Joelhada em salto
- Joelhada em escada

Algumas destas técnicas podem adoptar diferentes tipos de trajectória, em que a colocação da anca pode variar dependendo do alvo. Alguns dos golpes de joelho podem ser em salto, em voo (quando efectuados no ar), no chão, em passo de escada ou até com ambas as pernas.